# 愛南町消防本部
愛南町消防本部（あいなんちょうしょうぼうほんぶ）は、愛媛県南宇和郡愛南町の消防部局（消防本部）。

## 管内の現況
- 管内の現況 - 19,680人

2020年（令和2年）1月1日現在
- 管内の世帯数 - 8,976世帯

2020年（令和2年）1月1日現在
- 管内の面積 - 238.99km2

2020年（令和2年）1月1日現在

## 沿革
- 1975年（昭和50年）
  - 3月10日 - 南宇和消防本部・消防署庁舎が完成する[1]。
  - 4月1日 - 南宇和消防本部が発足し、業務を開始する[1]。
- 1996年（平成8年）10月1日 - 愛媛県消防防災ヘリコプター応援協定を締結する[1]。
- 2004年（平成16年）
  - 9月30日 - 南宇和消防事務組合が解散する[1]。
  - 10月1日 - 御荘町、一本松町、城辺町、西海町、内海村が合併し、愛南町が発足する。これに伴い、愛南町消防本部が発足する[1]。
- 2015年（平成27年）4月16日 - 新消防本部・消防署庁舎（現在の庁舎）の落成・開所式を挙行し、同日、運用を開始する[1]。

## 組織
- 消防長（消防司令長）
  - 庶務課
    - 庶務係
    - 予防係
    - 消防団係
    - 救急救助係

  - 防災対策課
    - 防災対策係

  - 愛南町消防署
    - 第1小隊 - 警防係、指導係、消防係、救急係、通信指令係
    - 第2小隊 - 警防係、指導係、消防係、救急係、通信指令係
    - 第3小隊 - 警防係、指導係、消防係、救急係、通信指令係

2019年（平成31年）4月1日現在

## 消防署
| 消防署       | 郵便番号   | 所在地                            | 敷地面積   |
| ------------ | ---------- | --------------------------------- | ---------- |
| 愛南町消防署 | 〒798-4341 | 愛媛県南宇和郡愛南町蓮乗寺473番地 | 6,591.31m2 |

2019年（平成31年）4月1日現在

## 配置車両
| 配置車両         | 配置台数 |
| ---------------- | -------- |
| ポンプ車         | 2台      |
| 水槽付ポンプ車   | 1台      |
| 水槽車           | 1台      |
| 指揮車           | 1台      |
| 積載車           | 1台      |
| 資機材搬送車     | 1台      |
| 救助工作車       | 1台      |
| 高規格救急自動車 | 3台      |
| その他車両       | 3台      |

2019年（平成31年）3月31日現在